# Kruis voor Dapperheid in de Lucht

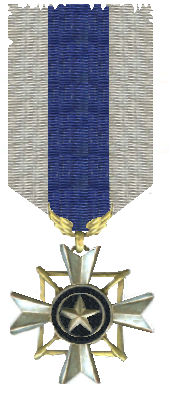
Kruis met Gouden Vleugels

Het Kruis voor Dapperheid in de Lucht was een militaire onderscheiding van Zuid-Vietnam.

## Historie
De Amerikaanse bondgenoten van het door communistische agressie bedreigde Zuid-Vietnam vergeleken het kruis met hun "Air Medal", De Luchtmachtmedaille. De Zuid-Vietnamese regering verleende het kruis aan bondgenoten, maar alleen wanneer de slagvaardigheid van de Zuid-Vietnamese strijdmacht door de actie van de buitenlandse piloot direct werd beïnvloed. Veel Amerikaanse piloten werden met het Vietnamese Kruis voor Dapperheid in de Lucht onderscheiden.
Vietnamese piloten en personeel van de Vietnamese luchtmacht kwamen voor het kruis in aanmerking wanneer zij luchtgevechten hadden uitgevochten, zich verdienstelijk hadden gemaakt tijdens luchtgevechten of zich daarbij heldhaftig hadden betoond.
Het kruis werd in vier graden uitgereikt:
- Kruis voor Dapperheid in de Lucht met Gouden Vleugels (gold wings)
- Kruis voor Dapperheid in de Lucht met Zilveren Vleugels (silver wings)
- Kruis voor Dapperheid in de Lucht met Bronzen Vleugels (bronze wings)
- Kruis voor Dapperheid in de Lucht

Het kruis is vergelijkbaar met de twee andere Vietnamese kruisen voor dapperheid:
- Het Kruis voor Dapperheid (Gallantry Cross) dat hoger in rang was.
- Het Kruis voor Dapperheid van de Marine (Navy Gallantry Cross) dat lager in rang was.